# Charles Cameron
Charles Cameron (ur. 1 czerwca 1745 w Londynie, zm. 19 marca 1812 w Petersburgu) – szkocki architekt.
Projektował w stylu klasycystycznym. Od 1779 pracował w Rosji, gdzie zaprojektował zespół pawilonów, m.in. Zimne Łaźnie, Agatowe Komnaty, Galerię Camerona w Carskim Siole (1779-1793), pałac i pawilony ogrodowe w Pawłowsku (1782-1786) będące jednym z najbardziej charakterystycznych zespołów klasycystycznych w Europie.